# Asian Pacific Journal of Allergy & Immunology
Asian Pacific Journal of Allergy & Immunology is een internationaal, aan collegiale toetsing onderworpen wetenschappelijk tijdschrift op het gebied van de allergieën en immunologie. De naam wordt in literatuurverwijzingen meestal afgekort tot Asian Pac. J. Allergy Immunol. Het wordt uitgegeven door de Allergy and Immunology Society of Thailand en verschijnt 4 keer per jaar.